# La Flèche (Franciaország)
La Flèche település Franciaországban, Sarthe megyében. Lakosainak száma 15 081 fő (2022. január 1.). La Flèche Villaines-sous-Malicorne, Thorée-les-Pins, Bousse, Clermont-Créans, Crosmières, Mareil-sur-Loir, Bazouges Cré sur Loir és Baugé-en-Anjou községekkel határos.

## Népesség
A település népességének változása:
| Lakosok száma | 14 992 | 15 185 | 16 224 | 14 956 | 14 902 | 14 858 | 15 078 | 14 937 | 15 081 |
|               | 2013   | 2015   | 2016   | 2017   | 2018   | 2019   | 2020   | 2021   | 2022   |